# Tel Aviv Open 1996
Il Tel Aviv Open 1996 è stato un torneo di tennis giocato sul cemento. È stata la 17ª edizione del Tel Aviv Open, che fa parte della categoria World Series nell'ambito dell'ATP Tour 1996. Si è giocato all'Israel Tennis Centers di Ramat HaSharon in Israele,dal 14 al 20 ottobre 1996.

## Campioni

### Singolare
Javier Sánchez ha battuto in finale  Marcos Ondruska con il punteggio di 6–4, 7–5

### Doppio
Marcos Ondruska /  Grant Stafford hanno battuto in finale  Noam Behr /  Eyal Erlich con il punteggio di 6–3, 6–2